# Свети Никола (Вранища)
Вижте пояснителната страница за други значения на Свети Никола.
„Свети Никола“ (на македонска литературна норма: „Свети Никола“) е възрожденска църква в стружкото село Вранища, Северна Македония. Църквата е част от Стружкото архиерейско наместничество на Дебърско-Кичевската епархия на Македонската православна църква – Охридска архиепископия.

## История
Църквата е изградена, осветена и изписана в 1804 година. Зографисана е от Дойчин от Росоки и Йован от Струга. В Кодиката на църквата е отбелязано, че в 1805 година по време на военни действия между местните бегове са повредени зидовете от куршуми, а от покрива са отнесени всички керемиди и църквата стояла открита три години.
През 1868 година Аврам Дичов изографисва фрески в западния, южния и северния дял на църквата, а през 1879 година - в олтара и наоса.
- Стенописи от храма
- Иконостасът
- Стенописи от храма
- Хризма с датата 1879